# Imperatorina
L'imperatorina è una sostanza organica naturale appartenente alla famiglia delle furanocumarine, presente in particolare nella buccia di agrumi quali il limone e il lime.
Viene biosintetizzata a partire dall'umbelliferone.